# Светско првенство у фудбалу за жене 2003. − група Б
Група Б ФИФА Светског првенства за жене 2003. била је група коју су чинили Бразил, Француска, Норвешка и Јужна Кореја. Сусрети су почели 20. септембра, а завршили се 27. септембра. Бразил је био на врху групе, са великом разликом победивши Јужну Кореју и Норвешку, а ускраћен је рекорд од 100% због изједначења Маринете Пикон у последњем тренутку против Француске. Бразилу се у другом колу придружила Норвешка, која је победила у друге две утакмице против Француске и Јужне Кореје, које су дебитовале на Светском првенству.

## Табела
| Pos | Тим          | О | П | Н | И | ГД | ГП | ГР  | Бод. | Qualification                   |
| --- | ------------ | - | - | - | - | -- | -- | --- | ---- | ------------------------------- |
| 1   | Бразил       | 3 | 2 | 1 | 0 | 8  | 2  | +6  | 7    | Квалификовала се за нокаут фазу |
| 2   | Норвешка     | 3 | 2 | 0 | 1 | 10 | 5  | +5  | 6    | Квалификовала се за нокаут фазу |
| 3   | Француска    | 3 | 1 | 1 | 1 | 2  | 3  | −1  | 4    |                                 |
| 4   | Јужна Кореја | 3 | 0 | 0 | 3 | 1  | 11 | −10 | 0    |                                 |

## Утакмице
Сва наведена времена су локална (UTC-4)

### Норвешка и Француска
| Норвешка                            | (2 : 0)  | Француска |
| ----------------------------------- | -------- | --------- |
| - Анита Рап 47’ - Дагни Мелгрен 66’ | Извештај |           |

| Играч утакмице: Дагни Мелгрин (Норвешка) Званичници Помоћне судије: Карали Сатон (САД) Шерон Вилер (САД) Четврти судија: Теми Огстон (Аустралија) |

### Бразил и Јужна Кореја
| Бразил                                                | (3 : 0)  | Јужна Кореја |
| ----------------------------------------------------- | -------- | ------------ |
| - Марта 14’ (пен.) - Катја Тејшејра да Силва 55’, 62’ | Извештај |              |

| Играч утакмице:' Марта (Бразил) Званичници Помоћне судије: Ирина Мирт (Румунија) Катарина Надолска (Пољска) Четврти судија: Ксонам Агбоји (Того) |

### Норвешка и Бразил
| Норвешка              | (1 : 4)  | Бразил                                                                                              |
| --------------------- | -------- | --------------------------------------------------------------------------------------------------- |
| - Мариан Петерсен 45’ | Извештај | - Данијела Алвес Лима 26’ - Розана дос Сантос Августо 37’ - Марта 59’ - Катја Тејшејра да Силва 68’ |

| Играч утакмице: Данијела Алвес Лима (Бразил) Званичници Помоћне судије: Дезире Перпетју (Обала Слоноваче) Флоренс Бјаки (Сенегал) Четврти судија: Соња Денонкурт (Канада) |

### Француска и Јужна Кореја
| Француска           | (1 : 0)  | Јужна Кореја |
| ------------------- | -------- | ------------ |
| - Маринет Пишон 84’ | Извештај |              |

| Играч утакмице: Селин Марти (Француска) Званичници Помоћне судије: Љу Хсио-меј (Кинески Тајпеј) Хисае Јошизава (Јапан) Четврти судија: Соња Денонкурт (Канада) |

### Јужна Кореја и Норвешка
| Јужна Кореја     | (1 : 7)  | Норвешка |
| ---------------- | -------- | --- |
| - Ким Јин-хи 75’ | Извештај | - Солвег Гулбрандсен 5’ - Дагни Мелгрин 24’, 31’ - Маријан Петерсен 40’ - Брит Сандун 52’ - Линда Ермен 80’, 90’ |

| Играч утакмице: Дагни Мелгрен (Норвешка) Званичници Помоћне судије: Арли Кин (Аустралија) Жаклин Лелу (Аустралија) Четврти судија: Никол Петиг] (Швајцарска) |

### Француска и Бразил
| Француска             | (1 : 1)  | Бразил                        |
| --------------------- | -------- | ----------------------------- |
| - Маринет Пижон 90+2’ | Извештај | - Катја Тејшејра да Силва 58’ |

| Играч утакмице: Мајкон (Бразил) Званичници Помоћне судије: Ирина Мирт (Румунија) Катарзина Надолска (Пољска) Четврти судија: Сендра Хант (САД) |